# Gaita navarra
La gaita navarra es un instrumento de la familia de la madera, tocada en las autonomías españolas de Navarra, La Rioja y el País Vasco. Dentro de esta familia, en la que también se pueden situar a la dulzaina valenciana, la gaita aragonesa, la gralla catalana y la dulzaina castellana, entre otras, se sitúa en el conjunto de la doble lengüeta. 
Este tipo de instrumentos produce sonido gracias a la vibración que se da en las dos lengüetas o palas que contiene la boquilla tras insuflar aire a través de ellas. Viene a ser parecido a algo tan rudimentario como ese juego que, de niños  todos hemos practicado alguna vez: el juego de coger dos hojas, juntarlas, y, a través de ese pequeño espacio ojival que queda entre ellas, expulsar aire hasta producir el sonido. Este mismo sistema es el que utiliza la gaita navarra para sonar.
Un acto simple que requiere de especial habilidad. Este sonido producido en la boquilla, es "tratado", por decirlo de alguna manera, a través de un tubo tronco-cónico de madera en el que ocho agujeros determinarán, según se cierren o no, las diferentes notas musicales.

## Disección de elementos

### La boquilla
La boquilla es la parte de la gaita que produce el sonido. La configuran dos palas de caña, unidas mediante hilo y alambre, y un tudel, así llamado a un tubo de pequeñas dimensiones que servirá de punto de unión entre las cañas y el tubo sonoro.
Las dos palas de la boquilla son de un material común: la caña que se encuentra en los cañaverales cercanos a los ríos. Estas palas de caña se trabajan y se rebajan hasta darles una notable transparencia. Esto posibilita su vibración. Van unidas con hilo, en su parte más estrecha, y con dos pequeños hilos de alambre al tudel.
Para completar el instrumento, esta boquilla se inserta en un tubo cónico de madera, con la ayuda de una pequeña lámina de corcho que rodea la parte más ancha del tudel. Antes, para realizar esta operación, no se utilizaba el corcho, y la inserción de la boquilla era posible con la utilización de estopa, de fibra vegetal.

### Tubo o altavoz del sonido
El tubo, elemento que caracteriza la gaita navarra, es de madera y tiene una medida de, aproximadamente, 35 cm. A lo largo del tiempo, y con el paso de las diferentes generaciones de gaiteros, se ha progresado en la calidad de la madera con que se construye. Así, las gaitas se han construido, durante un largo período, con boj, encino, olivo, o cualquier otro tipo de madera común.
Sin embargo, estos materiales no daban a la gaita una duración y una estabilidad sonora mínima porque se doblaban o se abrían. En la actualidad, los constructores de gaitas están optando por la utilización de maderas como palorrosa, palosanto o granadillo, más densas y que ofrecen mayores posibilidades para conseguir un mejor efecto sonoro. Este último tipo de madera ofrece a la gaita ese color oscuro característico.
Este tubo sonoro ha tenido y tiene unos anchos aros que, a la vez que protegen y sujetan el tubo, lo hacen estéticamente, más llamativo. Como todo el material para la fabricación de las gaitas navarras, estos aros han evolucionado en calidad. El material de las abrazaderas, en la actualidad, es plata.
No podríamos hablar de una gaita "tipo" en Navarra porque se conocen multitud de variantes, pero lo común ha sido y es el adorno de la gaita con una pequeña abrazadera al inicio del tubo cónico y 2 o 3 en su final, en su parte más ancha. Estas abrazaderas, en la actualidad, son de plata, aunque también podemos encontrarlas de latón o de alpaca.

### Elementos externos
Hay un elemento externo a la gaita que es la cadena. Se llama cadena, en el argot del gaitero, a una chapa metálica -de plata, en la actualidad, y de cualquier otro material metálico, antes- que se adosa a la boquilla y de una cadena que une esta chapa al tubo, enganchándose a un punto concreto de su parte más ancha.
Esta chapa tenía una utilidad bien definida, y respondía a la necesidad de apoyar la embocadura. Era un medio de descanso para el gaitero.
Como curiosidad, señalar que otros instrumentos de viento, en el Renacimiento, ya tuvieron esta misma pieza, a la que llamaban "piruette" y que, ya en el Barroco olvida su primera función y pasa a ser elemento de adorno. Actualmente, se mantiene esta pieza por cuestión estética, porque da al conjunto del instrumento un toque de elegancia digno de mantener.

### Afinación de la gaita navarra
La afinación en la que se apoya la gaita navarra es la de Do. Sin embargo, atendiendo a su tesitura natural, responde a una afinación en Sol. Ahora bien, dependiendo de la forma de construcción del tubo cónico de madera, teniendo en cuenta la diversidad de gaiteros constructores que ha habido en Navarra, podemos encontrarnos con gaitas en Do sostenido o incluso en Re.

## Tamboril
El tamboril es el instrumento encargado de acompañar y marcar el ritmo a las gaitas. El tambor de gaita navarra, en la mayoría de los casos, está fabricado con chapa de latón, que es la que forma la caja sonora.
Dispone, también, de aros de madera de haya, 2 parches de pergamino de cabrito, una cuerda de cáñamo que va en zig-zag de arriba abajo uniendo los aros. A esta cuerda se le adosan unas orejeras de cuero que sirven para aumentar la tensión de los dos parches de piel, y sonar, así, más rotundo y menos sordo.
El tamborrero lleva dos palos de haya para percutir en el parche superior del tambor. El parche inferior, por su parte, dispone de varias cuerdas de guitarra (de 4 a 6 aproximadamente), llamadas en conjunto bordón, que se colocan abrazando al parche, y que provocan la vibración del sonido.
El sonido del tambor depende, en gran medida, de la mano del constructor. De la misma manera, ocurre con la gaita.
El tamborrero, tamboritero, tamborilero ha sido, durante dos siglos (XIX y XX) oficio de niños. Los gaiteros no consideraban importante la labor del tamborrero y añadían al conjunto instrumental un "aprendiz de gaitero", que, en numerosas ocasiones, pertenecía a la misma familia. Actualmente, el tamborrero es parte integrante del conjunto, y participa del mismo protagonismo que el resto de gaiteros.

## Gaiteros constructores
Hablar de los constructores de gaitas y tambores, en Navarra, es entrar en un mundo opaco a la vez que asombroso. En la actualidad, sí es posible una investigación exhaustiva sobre esta actividad; sin embargo, hasta hace treinta años, era misión prácticamente imposible, no solo para el investigador, sino para el propio gaitero. Todo tiene su explicación y los viejos maestros constructores de gaitas y tambores la merecen, como merecen el respeto de los que hemos venido continuando con su labor.
La gaita y el tambor los construían quienes los necesitaba. La labor del autoabastecimiento hacía que el secreto en la construcción de los instrumentos fuera necesario. Trabajo de artesanos, muy apto para la copia. Por esa razón, se mantenía celosamente guardada la técnica de construcción y los materiales empleados.
Es muy curiosa una anécdota sobre los gaiteros constructores del instrumento, y es que, en los membretes de sus cartas aparecía, como señal de calidad, de prestigio y de solidez profesional, una reseña que decía, "Gaiteros profesionales y constructores de gaitas y tambores, parches y todo elemento necesario para el ejercicio de la profesión".
¿De dónde procedían las gaitas documentadas en los siglos XVI, XVII y XVIII? El gaitero navarro de esos siglos deambulaba cual juglar por los pueblos y villas en fiestas, cuasi-profesionalmente. Adelantar que estos gaiteros-juglares construían sus propias gaitas no es una idea descabellada. Sin embargo, entrar en el siglo XIX, en concreto, en su final, supone recoger catálogos de venta en los que una dulzaina (así la denominan los comerciales) se puede adquirir a precio módico. Que estas tiendas de instrumentos se sitúen en las grandes urbes y que su propaganda llegue difícilmente a provincias, nos reafirma en la idea de la continuidad en la construcción propia de la gaita y el tambor, por parte del gaitero navarro.
Existen anotaciones literarias referidas a la construcción de boquillas para gaita en las que se demuestra el carácter artesano y constructor de los grandes gaiteros navarros de finales del siglo XIX. En estas anotaciones, no solo se afirma la precisión y la extrema paciencia del artesano gaitero, sino el resultado impresionante de su trabajo, que posibilitaba, incluso, interpretar música de la denominada, en su tiempo, "culta".

### Diferencias en la construcción
La diferencia más notable y significativa en la construcción de boquillas y gaitas de principios de siglo a la actualidad reside en la diferente tecnología utilizada por los maestros constructores. Para la construcción de las gaitas, los gaiteros viejos emplearon brocas de mano -vaciado interior- y tornos de ballesta -terminado exterior-. En la actualidad, el gaitero constructor se sirve de brocas material de corte y tornos mecánicos modernos.
En cuanto a la elaboración de la boquilla para gaita, la diferencia más importante estriba en la técnica del vaciado de la caña. Se ha pasado de un vaciado con corte recto a un vaciado que respeta la curvatura natural de la caña, ganando, así, en volumen de sonido y calidad tímbrica.
Los materiales utilizados sufren, también, una mejoría. El tudel, que antes se hacía con hojalata o latón, ahora se construye con material noble, con plata. La estopa con la que el gaitero viejo fijaba la boquilla a su gaita se ha sustituido por láminas de corcho.
Esta evolución ha significado una mejora absoluta en la estabilidad, equilibrio, volumen, brillo y riqueza de timbre del sonido de la gaita navarra.
Existen registradas gaitas, en Navarra, con un siglo de vida. Con precisión, se sabe que, allá por los fines del siglo XIX, dos de los gaiteros maestros más relevantes de la época construían sus propios instrumentos para el ejercicio de la música tradicional: Demetrio Romano y Anselmo Elizaga, ambos estelleses. Tras ellos, un largo etcétera de gaiteros constructores, de gaiteros imitadores, de gaiteros continuadores, imposible de enumerar.
En la actualidad, en el mercado podemos encontrar, en Navarra, tres tipos de gaitas y otros tantos de tambores, que responden a tres diferentes estilos de construcción del instrumento, con resultados, evidentemente, diferentes.

## El gaitero y la formación musical
La cuestión de la formación musical del gaitero merece ser comentada con detalle. Se distingue el gaitero que se ha acercado a la música a través precisamente de la gaita, del gaitero que, ya siendo músico, teniendo previos conocimientos de música, ha tomado al instrumento como otro más, susceptible de tocar.
Este «entrar» diferente en el mundo de la gaita permite clasificar al gaitero pasional y al gaitero técnico, por definirlos de alguna manera. El gaitero pasional es quien descubre la música a través del sonido de la gaita y el abanico de posibilidades que se le abre es impresionante. Para el gaitero técnico, ese músico que, por curiosidad, se acerca a la gaita, este instrumento no es refugio ni origen de su inquietud, sino otro instrumento más u otra forma de ganarse la vida. Estas dos maneras de entrar condicionan absolutamente el estilo, la interpretación y el sonido de la gaita. Imaginamos que todo podría reducirse a decir que la pasión por algo se transmite inmediatamente, y así ocurre con el gaitero y su gaita.
El mundo de los gaiteros, en especial, desde mediados del siglo XIX, está lleno de excepciones y de casos diferentes. La formación del gaitero, hasta hace aproximadamente 20 años, ha dependido, casi exclusivamente, de la transmisión oral, de la enseñanza particular de un maestro gaitero que escogía a su pupilo. La gaita no ha sido protagonista de una enseñanza reglada ni académica, sino particular. Cada maestro tenía su sistema y así lo transmitía al pupilo. El acceso a la gaita, por tanto, -aunque se suponía instrumento 'popular', instrumento para uso del pueblo-, era bastante restringido y casi acotado a los miembros de las familias con tradición musical gaitera.
En la actualidad sí podemos hablar de una relativa posibilidad de acceso al aprendizaje del instrumento, aunque la enseñanza que en algunos lugares se practica olvide las viejas y buenas maneras de que hacían gala los maestros clásicos.
Existen escuelas de Gaita y Tambor en Pamplona, Barañáin, Estella, Falces, Peralta, Artajona, Tudela, Logroño y un largo etcétera de localidades donde ya, alumnos que han sabido recoger el testigo de los grandes maestros gaiteros, imparten sus clases y crean campo abierto para la expresión de la gaita posibilitando el material, tanto musical como didáctico a cualquier inquieto y futuro gaitero.

## Otros instrumentos y otras músicas
Hay documentados en Navarra gaiteros que dominan otros instrumentos como el violín, la guitarra, el órgano, el clarinete, el piano, la trompeta, el trombón, etc. Como anécdota, desde finales del siglo pasado hasta bien entrada la primera mitad de este, los gaiteros tenían una doble tarea en sus obligaciones, y estas eran las de trabajar con la gaita las funciones diurnas, las de calle, y por la noche, ofrecer otro tipo de música con otros instrumentos para la verbena popular. También se conocen gaiteros sin otro instrumento en su haber musical que la gaita o el tambor. En muchas ocasiones, la pérdida de un gaitero componente de la pareja habitual hacía que cualquier familiar con más o menos aptitudes para el instrumento tomara el relevo, con el consiguiente desajuste que eso suponía. Imaginamos que todo valía para seguir manteniendo las fiestas de un pueblo y poder, así, continuar con la estabilidad económica de la familia.
No hay, en la actualidad, un estudio realizado acerca de los estudios musicales del gaitero "tipo", en Navarra. Sin embargo, la experiencia y la relación con ellos, nos lleva a suponer un cada vez mayor bagaje cultural y musical del profesional de la gaita así como un creciente interés por el estudio de la música, en más ámbitos que los acostumbrados.

## Evolución artística del gaitero
Como ya se ha contemplado al hablar de la gaita navarra, con el paso del tiempo, todo lo referente a ella, se va sofisticando. De la misma manera ocurre con el instrumentista, con el gaitero. Su evolución en el tiempo ha sido importante.
El principio del gaitero navarro se dibuja solitario, quizá, en algún momento, acompañado por un tambor. La música popular no requería de grandes adornos y bastaba con que el gaitero tocara su gaita. A los siglos XVI, XVII y XVIII los reconocemos siglos de gaita solitaria. Conforme entramos en el siglo XIX, y siguiendo la corriente de evolución y progreso que recibe la música -popular y culta-, el gaitero busca una armonía y un acompañamiento para sus interpretaciones. Aparece ya, y quedará instituida hasta nuestros días, la pareja de gaiteros (extraña pareja en el mundo que requiere de tres protagonistas: gaitero que interpreta la melodía, gaitero encargado del dúo y tambor, base rítmica). A partir de esta formación, el gaitero y la gaita se han atrevido con casi todo. Ya en el siglo XIX, constatamos colaboraciones con bandas (en Estella y Pamplona, conciertos de gaita y banda militar, a cargo de gaiteros estelleses); y en el XX, en especial desde su segunda mitad, la gaita se ha abierto hueco en multitud de agrupaciones musicales, bandas de txistularis, fanfarrías, grupos de joteros, grupos de música folk, bandas, entre otros.
Una de las actividades más novedosas que los profesionales de la gaita han incluido en este fin de milenio ha sido la de unir el sonido de las gaitas con el sonido de instrumentos renacentistas como bajones y chirimías, en toda su gama tonal; recreando, de esta manera, lo que en el Renacimiento vendría a ser el cuarteto de doble lengüeta habitual.

## Evolución de la vestimenta del gaitero
La estética del gaitero ha tenido más que una evolución, un cambio. El gaitero, hasta bien entrado el siglo XX utilizaba para su quehacer una ropa común, quizá la del domingo, la de fiesta. Es en los años 30 de este siglo, cuando de alguna manera se oficializa su trabajo, y se impone una vestimenta -al uso de los músicos de banda de aquel entonces-. Fueron, pues, los Ayuntamientos los que uniformaron al gaitero, dándole, de esta forma un carácter de funcionario.
En la actualidad , el uniforme del gaitero puede tener variantes depende de la actuación que vaya ha realizar, siendo el más común el traje azul marino, camisa blanca, corbata y boina rojas. Otro uniforme común es el de pantalón azul marino, polo o blusa balanca, pañuelo de gaitero con motivos florales y boina roja o negra.

## Las gaiteras
El siglo XX ha posibilitado que este marco de instrumentistas haya abierto sus puertas, afortunadamente, al género femenino. La gaita ya no es instrumento exclusivo ni patrimonio masculino. La mujer ha entrado con energía en el terreno de la música tradicional y auguramos, con su presencia, un mejor futuro para el instrumento.

## El repertorio
El tronco de actuaciones más antiguo y con más solera que ha tenido la gaita lo componen las Dianas, los Gigantes y los Bailables. Estos tres tipos de actuaciones son el eje importante donde se sitúa la gaita. Aunque la actuación para los Gigantes se documente con anterioridad a las otras dos, son funciones (las tres) que se fijan y establecen ya en el siglo XIX, en los puntos importantes de gaita de Navarra.
Al comenzar el siglo XX, por méritos propios, la gaita va haciéndose un hueco cada vez mayor entre los actos festivos de las fiestas navarras. Es cierto, también, que perderá algún momento de protagonismo, sin embargo, el siglo XX será, sin duda, el siglo de la gaita. A pesar de la competencia que aparece con la creación de charangas y la incorporación a la fiesta de otros tipos de agrupaciones musicales, la gaita ha sabido mantener ese estatus que la hizo imprescindible en los finales del siglo XIX.

### La diana
La diana es el primer toque del gaitero. Es la música del amanecer, el sonido del despertar. La diana no es patrimonio de ningún instrumento. Dianas interpretan las bandas militares, las bandas civiles, las bandas de txistularis, incluso las charangas actuales.
Sin embargo, la diana, desde hace por lo menos un siglo, sí es patrimonio del gaitero y de la gaita como actuación imprescindible en su quehacer diario. Las Dianas o Alboradas, como en el siglo XIX se denominaban, forman uno de los pilares estables y permanentes del global de actuaciones de la gaita. Ya en 1896, el Ayuntamiento de Pamplona, en su correspondencia con un gran gaitero contratado para las fiestas, Demetrio Romano, de Estella, le señala las obligaciones que tendrá que cumplir en Pamplona. Entre estas, y como primera obligación, refleja la alborada diaria, "parándose en casa de los concejales". Este último detalle, ya se ha perdido; sin embargo, el despertar brillante con la gaita y el tambor ha continuado sin descanso, hasta nuestros días.
La Diana es una labor que recoge una única pieza. El gaitero recorre un buen número de calles de la ciudad, interpretando la misma melodía. Normalmente, estas melodías tienen un cierto aire marcial, quizá producto de la influencia de las músicas de bandas militares del siglo XIX. Sin embargo, y a lo largo del tiempo, los gaiteros han compuesto dianas con ritmos más sosegados y melodiosos, quizá pensando en endulzar, de alguna manera, el despertar del que todavía disfruta del sueño.

### Los Gigantes
La Comparsa de gigantes, cabezudos, kilikis, zaldikos y caballicos txepes de hoy es una atracción que lleva gran cantidad de público a sus espaldas. Por tanto, un espectáculo digno de ser estudiado. Todas las mañanas y algunas tardes de multitud de localidades navarras en fiestas ocupan las ilusiones, los miedos y los asombros de niños, padres y abuelos. Vivimos, además un tiempo de "Gigantofilia", por llamarlo de alguna manera, que, a nuestro parecer, es absolutamente beneficioso para recuperar más, si cabe, las señas de identidad de la fiesta, en Navarra. La Comparsa ya no saluda a las autoridades a la manera del siglo pasado. Los tiempos han cambiado. Ahora, son las autoridades quienes saludan a la Comparsa. Los bailes de los Gigantes ya tienen coreografía y la hora de la despedida es tan emocionante como la primera salida.
Los Gigantes también han sentido el progreso del siglo XX. Si el siglo XIX los reconoce como otro más de los recursos de la fiesta, con el siglo XX, el espectáculo de los Gigantes se hará imprescindible, en Navarra. El repertorio que elige la gaita navarra para hacer bailar a los Gigantes lo componen los pasacalles o kalejiras (normalmente en compás de 6/8) y los valses. El kalejira hace que el Gigante mueva su estructura por las calles, de manera acompasada.
Dignos de observación son los pasacalles coreografiados que ejecuta la Comparsa de Gigantes de Carcastillo, Estella, Falces o Sangüesa. Los valses, piezas musicales en ¾, suponen el momento álgido y demostrativo del buen bailar de un Gigante. Exigen una introducción previa, para dar mayor solemnidad al acto del baile. Prácticamente todas las Comparsas de Navarra tienen sus propias coreografías para ejecutar estos valses.
Entre las Comparsas navarras, debemos señalar, ya por su trayectoria, ya por su antigüedad, ya por sus méritos coreográficos a las de Sangüesa, Tudela, Tafalla, Estella, Pamplona y Carcastillo -localidad esta que a pesar de no contar con recursos importantes ha sabido formar un bagaje coreográfico y musical comparable a cualquiera de las comparsas de más solera, en Navarra.

### Bailables
Las Dianas y los Gigantes son dos de los escenarios eje de la gaita. De la misma forma que ocurre con las dianas o alboradas, los bailables aparecen en Navarra cuando la gaita ya ha consolidado su posición de coprotagonista en la fiesta junto al txistu, o sea, a finales del siglo pasado. Además de los Gigantes –función primera y obligada del gaitero-, los Ayuntamientos buscan banda horaria y escenario para la expresión de la música y de los músicos del país.
Surgen, pues, las alboradas –para buen despertar- y los bailables, para expresión del dantzari, dantzari en su más genuino sentido.
Los años finales del siglo XIX no ofrecían demasiada diversión pública y gratuita al navarro, así que la música suponía un buen recurso para los Ayuntamientos. Y de esta manera se establecen lo que hoy reconocemos como bailables o bailes populares.
Los bailables de gaita navarra consisten, básicamente, en ofrecer música popular reconocida en Navarra para ser bailada (fandangos, jotas, arin-arin, pasodobles, polcas, joku-dandas, pasacalles, porrusaldas, etc.), con una duración que oscila entre la media hora y la hora, terminando, habitualmente, con una danza estellesa, llamada «Baile de la Era», convertida ya, en buque insignia de las danzas populares vascas.

## Los festivales folclóricos y conciertos
Los conciertos para gaita y banda están documentamos, durante el siglo XIX y principios del XX, exclusivos para los gaiteros de Estella que, además de en su ciudad, eran contratados al unísono con su Banda Municipal. Conciertos de gaita y banda, se entiende. De manera esporádica se han hecho muestras en este sentido durante el siglo XX y XXI, pero nada que lo identifique como tradicional, en el resto de Navarra.
Los festivales folclóricos también tuvieron su auge a partir de los años 30, con la creación de los grupos de danzas. En la actualidad, la participación de la gaita con grupos de danzas es habitual. Danzas de gaita las tenemos en Otsagabia, Cortes, Estella y Falces, entre otras localidades.

## Otros espacios musicales
En este tipo de actuaciones que no entran dentro de programa, que se escapan un poco de la rigidez y de la disciplina que impone una actuación oficial, los gaiteros han aprovechado para tocar todo tipo de músicas populares y piezas sin una estructura definida, llamadas "murgas". Por lo general estas murgas son adaptaciones de piezas con letra muy populares entre la gente y que invitan a cantarse y a bailarse.  